# Pictures of the Year International
Pictures of the Year International (POYi ou POY ; en français : « Les photos de l'année ») est un concours de photojournalisme à but non lucratif.
POYi a pour principale mission d'honorer et de promouvoir le travail des photographes documentaires, magazines, journaux, et des photojournalistes indépendants.
Il possède un programme universitaire de la Donald W. Reynolds Journalism Institute, à laquelle il est affilié, avec un soutien financier supplémentaire de Fujifilm, MSNBC, National Geographic et les participants au concours.
C'est le plus ancien et l'un des principaux concours de photojournalisme dans le monde, parmi lesquels figurent World Press Photo of the Year et Visa pour l'image,.
Cependant, cette organisation est devenue connue depuis mars 2024 pour ses positions antisémites en justifiant et glorifiant le massacre de juifs par le Hamas, une organisation terroriste.

## Historique
Historiquement, il débute initialement comme un simple concours annuel de photojournalisme dont la première édition remonte à 1944, à l'École de journalisme du Missouri à Columbia, dans le Missouri. Pictures of the Year International devient ensuite également un « centre de recherche et d'essai de nouveaux modèles de journalisme », ainsi qu'un centre de ressource et programme international de perfectionnement professionnel pour le journalisme visuel. Sur les sites internet du musée Newseum de Washington, DC., et du Museum of Photographic Arts de San Diego, POYi est présenté ainsi : « Pictures of the Year International est le plus ancien et prestigieux programme de photojournalisme. Cette compétition donne une représentation visuelle de la société et favorise la compréhension des enjeux de notre civilisation, en reconnaissant les images durables et en établissant la norme d'or pour l'excellence. »

## Modalités du concours
POYi est un concours international pour la photographie documentaire, le reportage, l'édition visuelle et le multimédia. Chaque année, plus de 48 000 œuvres inscrites sont soumises au concours, par les photojournalistes de 71 nations qui documentent les événements de l'actualité, des questions sociales, culturelles et tendances. Pendant trois semaines en février, un panel de 12 journalistes visuels sont les membres du jury lors de l'examen à l'Université du Missouri. À la fin, 240 lauréats sont sélectionnés. Les catégories des sujets incluant actualités, sports, portrait, et peuvent être sous plus de 40 catégories. Les premières catégories honorent les portfolios des photographes de l'année et les projets documentaires fouillés. Comme un modèle éducatif, POYi mène le concours dans un format ouvert et transparent. L'examen de trois semaines est sur un forum public, avec la diffusion en direct, qui encourage la discussion des entrées, l'occasion d'entendre des éloges et des critiques formulées par le jury.

## Programmes
Grâce à une variété de programmes, POYi travaille à étendre la portée de photojournalistes et engager les citoyens dans le monde entier, avec leurs images, il démontre le rôle des journalistes visuels dans une presse libre.
Les programmes de POYi comprennent :
- « Pictures of the Year International Competition » (« Compétition POYi »)— concours annuel pour les photographes documentaires et des photojournalistes du monde entier.
- « Education & Awards Programs » (« Programmes éducatifs et de récompenses ») — projets de développement de carrière, et des ateliers visuels pour les professionnels et les étudiants.
- « Visions of Excellence » (« Visions d'excellence ») — expositions de la photographie primée pour l'engagement du public.
- « Emerging Vision Incentive » (« Prime pour une vision émergente ») — financement des projets à long terme pour les aspirants et les photographes en début de carrière.
- « POYi Archive » (« Archives de POYi ») — plus de 38 000 photographies historiques en ligne servent d'outils pédagogiques et de recherche.

POYi mène également un programme d'encouragement annuel appelé Emerging Vision (Vision émergente) qui offre 10 000 $ de financement pour les aspirants ou en début de carrière photojournalistes. Cela leur permet de développer des projets en profondeur, et des documentaires qui ciblent un problème social spécifique.

### Programmes éducatifs et de récompenses
POYi offre des conférences éducatives et de développement de carrière pour les photojournalistes. Conférences, ateliers, des revues de portefeuille visant une étude approfondie du journalisme visuel. Au cours des dernières années, POYi a organisé des séminaires à Washington, DC., Los Angeles, La Nouvelle-Orléans, et San Francisco, entre autres.

### Visions d'excellence
POYi développe des expositions dans la presse écrite et formats numériques affichées dans des lieux publics tels que les galeries, les musées, les bibliothèques et les écoles. Les expositions étendent la portée des photojournalistes, et offrent au public un aperçu sur les événements d'actualité, des questions sociales, culturelles et tendances de l'année. POYi crée également des expositions thématiques tirées de ces archives sur des sujets comme la présidence, les jeux olympiques, et la culture afro-américaine. Des œuvres de POYi sont affichées dans le Newseum de Washington, DC., dans l'Annenberg Space for Photography à Los Angeles, le Festival International de Photographie en Corée, le LOOK3 Charlottesville Festival of the Photograph en Virginie, et le Louisiana State Museum for PhotoNOLA à La Nouvelle-Orléans.

### Archives de POYi
En 2008, Pictures of the Year International et l'École d'informatique et des technologies de l'apprentissage de l'Université du Missouri-Columbia collaborent ensemble pour la création d'un site web afin d'y héberger les photos gagnantes de la collection POYi. Les archives sont mises en ligne en septembre 2008, sur une plateforme personnalisée open source, accessibles via un système de gestion de contenu. Les Archives de POYi contient plus de 38 000 photographies représentantes du photojournalisme depuis 1944. La collection se centre sur de nombreuses disciplines telles que l'histoire, les arts, l'anthropologie, la science politique, le journalisme et les sciences sociales.
- Le clip de présentation des photos archivées : POYi de 1944 à nos jours.

## Expositions et conférences
Pictures of the Year International présente les photos des gagnants du concours, les événements et enjeux mondiaux au musée Newseum de Washington, le 25 et 26 avril 2014 et le 1er septembre 2014.
- (en) Conférences POYi AnnenbergSpace sur YouTube

## Histoire
Pictures of the Year International est initialement créé en tant que concours de photographies au printemps 1944, pendant l'organisation du concours « First Annual Fifty-Print Exhibition » (« Première Exposition annuelle des cinquante tirages ») par le professeur Clifton C. Edom, de l'Université du Missouri-Columbia, et son épouse, Vi. Il visait à :« rendre hommage à ces photographes et ces journaux de presse qui, malgré d'énormes difficultés en temps de guerre, font un travail magnifique ; l'occasion pour les photographes primés d'être reconnus et conservés dans une collection. » Au cours de cette première année du concours, soixante photographes inscrits présentent 223 images. En 1945, le couple Edoms organise le concours College Photographer of the Year puis lance, en 1949, l'Atelier photo du Missouri (Missouri Photo Workshop). En 1948, à la suite de la participation de photographes de magazines, le First Annual Fifty-Print Exhibition devient « News Pictures of the Year Contest » (« Compétition des images d'actualité de l'année »). Puis, en 1957, l'Université du Missouri (UM) et la National Press Photographers Association (NPPA) fusionnent leurs concours respectifs. Grâce à cette fusion, le concours Pictures of the Year est élaboré puis continue ses activités jusqu'à la séparation de l'UM et de la NPPA en 2001. POYi est désormais dirigé par l'Institut de journalisme Donald W. Reynolds (Donald W. Reynolds Journalism Institute).
Avec les anciens administrateurs Angus McDougall, Bill Kuykendall, et David Rees, le champ d'application de Pictures of the Year change radicalement entre les années 1970 et 2000. Depuis les années 1970, le nombre d'images s'accroît en des dizaines de milliers, et Pictures of the Year devient alors, en 2001, un programme international appelé "Pictures of the Year International." En 2006, POYi devient un programme de l'Institut de journalisme Donald W. Reynolds, dirigé par Rick Shaw. L'Institut est le centre de recherche et d'essai de nouveaux modèles de journalisme : l'École d'informatique et de technologies d'apprentissage (School of Information Science and Learning Technologies, ou SISLT) de l'Université du Missouri, s'associe à l'École de journalisme du Missouri (Missouri School of Journalism) ; dès lors, la mission globale de POYi s'élargit.

## Liste des primés
Depuis 1944, Pictures of the Year International consacre les photojournalistes de l'année en plusieurs catégories, les listes des primés au POYi ici archivées, présentent notamment :
Français
- Patrick Baz[11]
- Olivier Jobard
- Camille Lepage
- Gérard Rancinan
- Jérémy Lempin[12]

Agences / Presse
- AFP[13]
- Reuters
- The New York Times[14]
- National Geographic 2014[15]

Étrangers
- Forough Alaei
- Paul Hansen
- Massoud Hossaini
- Tomas van Houtryve[16],[17]
- Mauricio Lima Prix Pulitzer - Prix POYI  [18]
- Benjamin Lowy
- Steve McCurry
- Philip Montgomery[19]
- Paolo Pellegrin
- Adam Pretty
- John Stanmeyer[20]
- Brent Stirton
- Gihan Tubbeh (2012)
- Damon Winter